# Abraxesis melaleucaria
Abraxesis melaleucaria là một loài bướm đêm trong họ Geometridae.